# Ветланда (клуб по хоккею с мячом)
«Ве́тланда» (швед. Vetlanda Bandyklubb) — шведский клуб по хоккею с мячом.

## История команды
Клуб был основан в 1945 году. В высший дивизион (Allsvenskan) «Ветланда» впервые пробилась в сезоне 1961 года и с тех пор провела в ней 32 сезона. За это время клуб семь раз доходил до финала национального первенства и три из них выиграл. В 1986 году был завоеван первый чемпионский титул, в 1991 и 1992 годах этот успех был повторён.
В конце 1990-х годов «Ветланда» покинула Аллсвенскан, однако быстро вернулась и с сезона 2000/01 годов играет в ней непрерывно.

## Достижения
- Чемпион Швеции: 3

- 1985/86, 1990/91, 1991/92

- Вице-чемпион Швеции: 4

- 1987/88, 1988/89, 1993/94, 1994/95

- Обладатель Кубка мира: 2

- 1988, 1993

- Финалист Кубка мира: 2

- 1986, 1990

- Обладатель Кубка европейских чемпионов: 1

- 1991

- Финалист Кубка европейских чемпионов: 1

- 1986

## Известные игроки
- Сами Лаакконен